# Raj Hundal
Raj Hundal (Londen, 30 september 1981) is een Engels professioneel poolbiljarter. Hij won in 2005 het World Pool Masters Tournament. Hundal draagt als poolspeler de bijnaam Hitman.

## Carrière
Hundal is een zoon van Indiase ouders die naar Engeland emigreerden. Hij kwam op zijn zesde in aanraking met biljarten op een kleine snookertafel in het restaurant van zijn oom en tante. Hundals vader speelde zelf ook graag en nam hem op zijn achtste mee naar een club, om op een snookertafel van reguliere afmetingen te spelen.
In een snookerhal kwam Hundal op zijn zeventiende voor het eerst in aanraking met pool. Hij zou die dag een partij snooker spelen, maar zijn tegenstander kwam niet. Daarop deed hij mee aan een pooltoernooi dat er plaatsvond, waarop hij derde werd. Vanwege de hogere snelheid en offensievere tactiek, stapte de Engelsman daarop over op 9-ball. Vanaf zijn achttiende schreef hij zich vervolgens in voor zo veel mogelijk toernooien in Engeland als hij kon vinden. In 2000 werd Hundal prof. Hij werd uitgenodigd voor het Europese team te spelen in de Mosconi Cup 2005. Een jaar later vormde de Engelsman een team met Ronnie O'Sullivan in de World Cup of Pool.
Hundal won het World Pool Masters Tournament bij zijn debuut daarop in 2005. In de finale tegen de Amerikaan Rodney Morris boog hij een 6-0-achterstand om in een 8-7 overwinning. Dit maakte hem de jongste winnaar van het toernooi tot dan toe. 

## Toernooizeges
Belangrijkste overwinningen:
- The London Classic 2007
- World Pool Masters Tournament 2005
- Cyprus Open 2002
- UK Champion of Champions 2000